# هوبرت بوردا مدیا
هوبرت بوردا مدیا (انگلیسی: Hubert Burda Media) شرکت رسانه‌ای آلمانی است، که در سال ۱۸۹۸ تأسیس شد.